# Rogerius
Rogerius (1140-env. 1195), également appelé Rogerius Salernitanus, Roger Frugard, Roger Frugardi, Roggerio Frugardo, Rüdiger Frutgard ou Roggerio dei Frugardi, était un chirurgien de l'école de Salerne.  Il eut pour élève Rolando da Parma, qui fit des commentaires de l'œuvre de son maitre, d'où parfois l'appellation Roger de Parme.

## Vie et œuvre
On ne sait rien de sa vie, seule son œuvre est restée : un traité de médecine intitulé Practica Chirurgiae (« La pratique de la chirurgie ») vers 1180 (parfois daté de 1170 ; parfois de 1230). Cet ouvrage est également appelé Chirurgiae Magistri Rogerii (« La chirurgie de maitre Rogerius »), ou encore Post mundi fabricam, la Rogerina en Italie, la Rogérine en France.
Abondamment commenté (les Gloses de Roger), l'ouvrage transmet l'héritage de l'école de Salerne aux nouvelles écoles d'Italie et de France (Bologne, Pavie, Montpellier), « il ouvre les portes de la grande envolée chirurgicale du XIIIe siècle ».
L'ouvrage n'est pas exclusivement chirurgical, Rogerius décrit la lèpre, les convulsions, et fait des observations sur les effets du cautère. Les blessures du crâne, les lésions des méninges, les techniques de trépanation sont bien expliquées. Il donne des méthodes pour protéger et réintégrer des organes extériorisés à la suite de blessures.  Il décrit les blessures par flèches, et les dangers liés à leur extraction. 
On y trouve aussi la recette d'une « éponge somnifère », imbibée de suc de jusquiame, d'opium et de chanvre indien, formule dérivée d'une ancienne potion de Dioscoride. 
Selon P. Theil, la plupart de ses méthodes sont en recul sur celles de l'Antiquité, malgré cela l'ouvrage est remarquable, car l'auteur introduit de nouvelles observations tirées de son expérience personnelle, et qu'il recommande de toujours tenter la médecine avant de recourir à la chirurgie.